# 卢克吕
卢克吕（法語：Loucrup）是法国上比利牛斯省的一个市镇，属于塔布区（Tarbes）奥桑县（Ossun）。该市镇总面积3.62平方公里，2009年时的人口为211人。

## 人口
卢克吕人口变化图示